# Snokörtssläktet
Snokörtssläktet (Echium) är ett växtsläkte som tillhör familjen strävbladiga växter. Släktet innehåller cirka 60 arter, varav enbart blåeld (Echium vulgare) och blå snokört (Echium plantagineum) finns i Sverige. De flesta arterna inom släktet är tvååriga.

## Bildgalleri

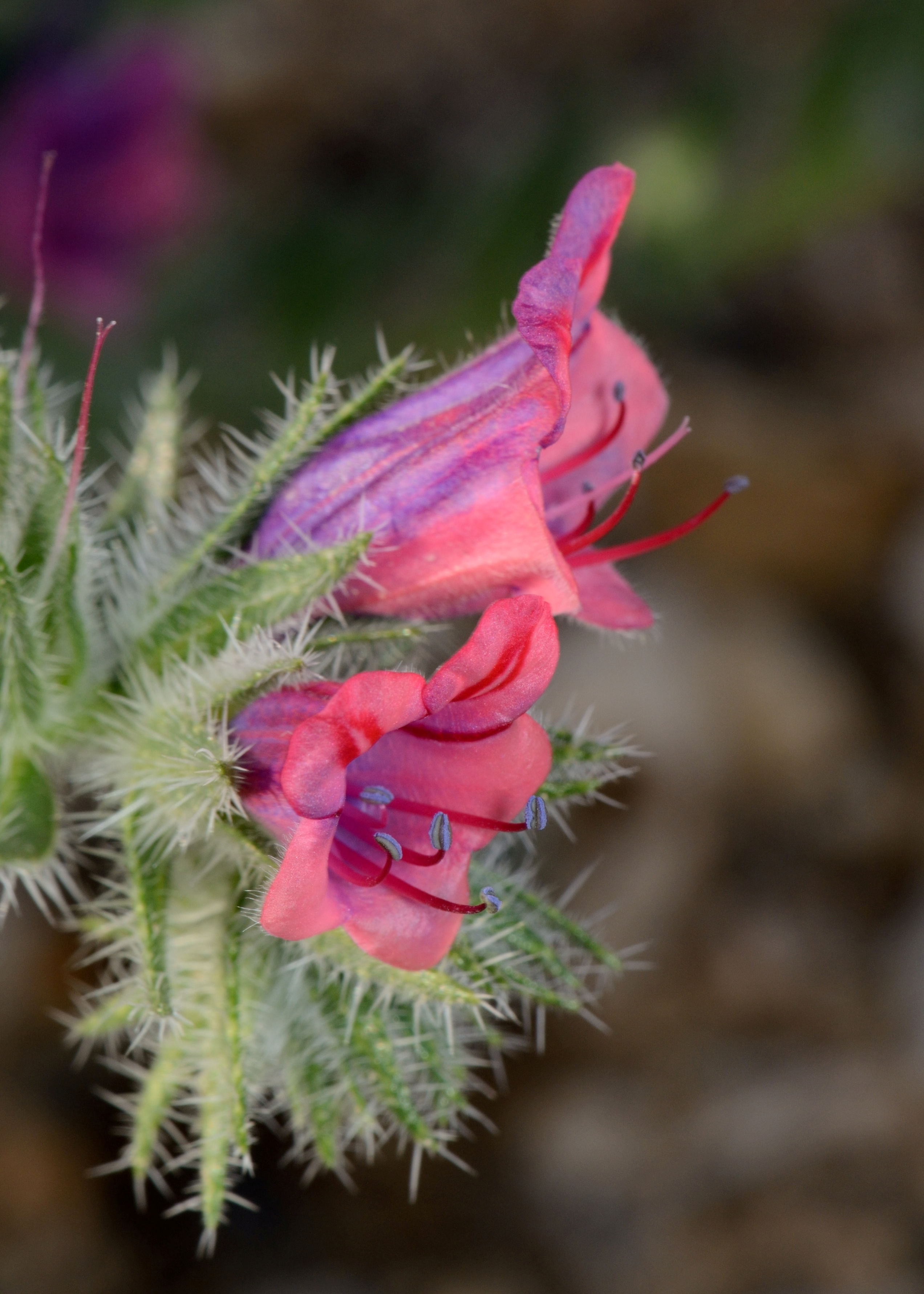
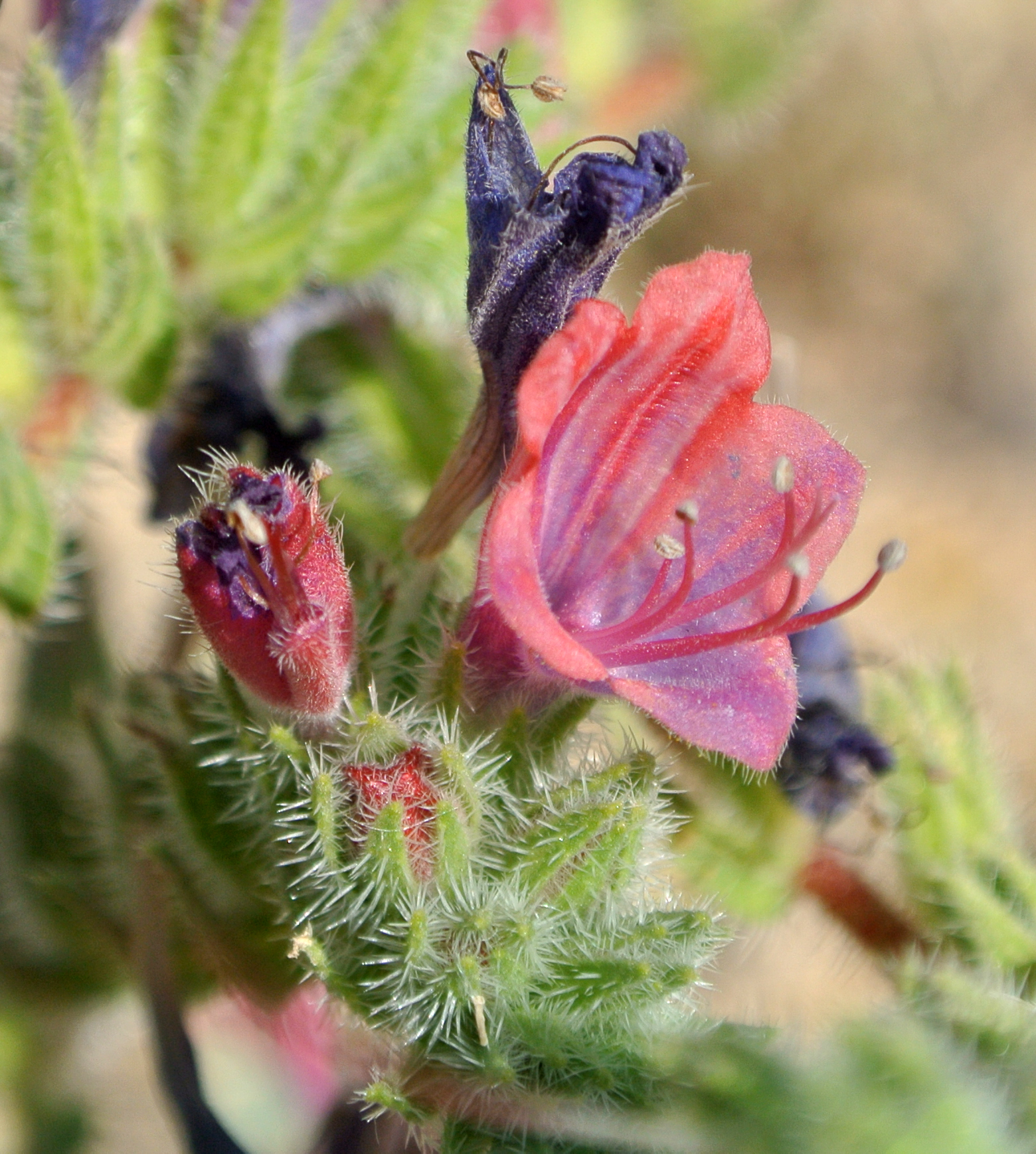
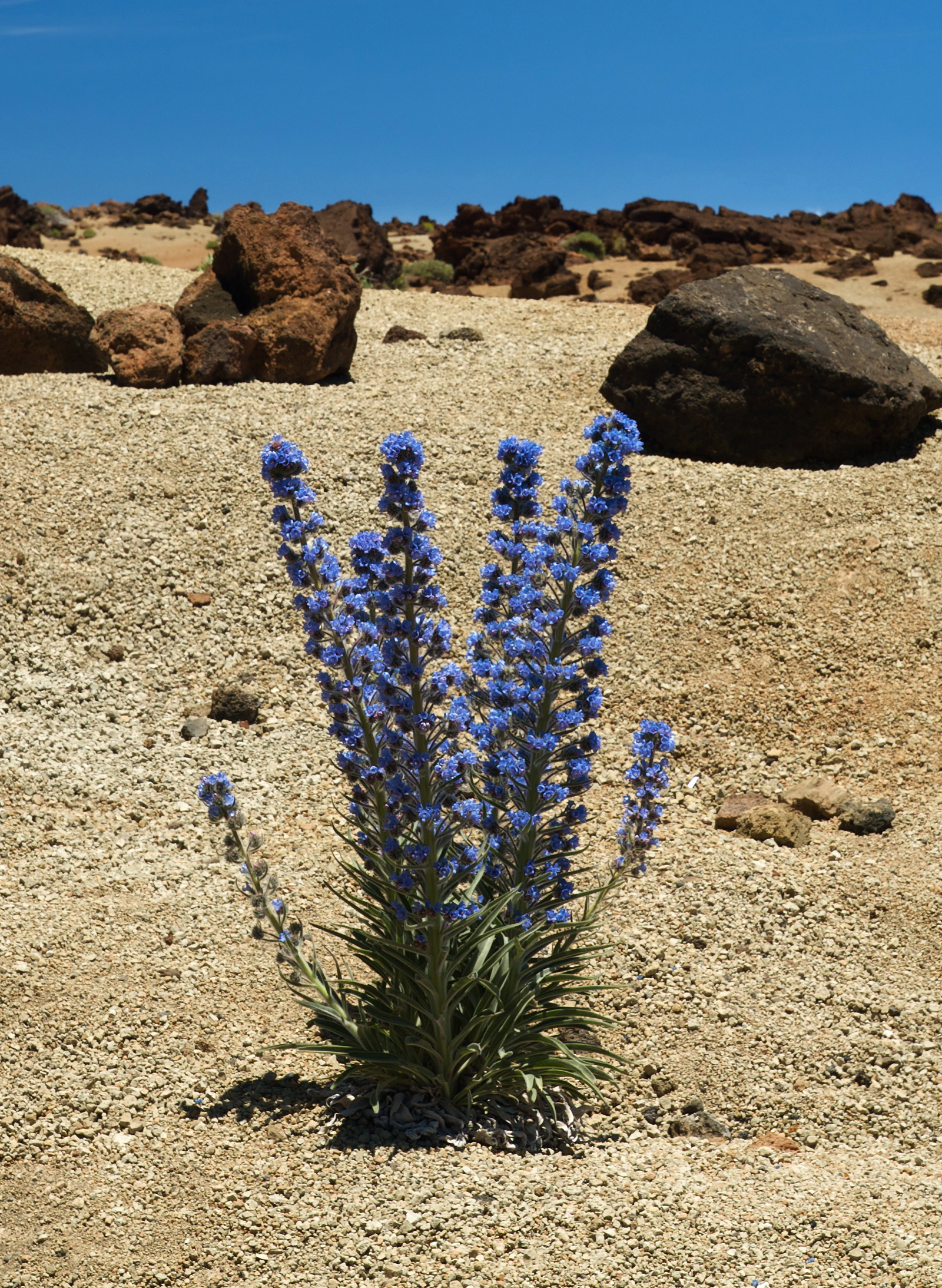

## Dottertaxa till Snokörter, i alfabetisk ordning[1]
- Echium acanthocarpum
- Echium aculeatum
- Echium albicans
- Echium amoenum
- Echium anchusoides
- Echium angustifolium
- Echium arenarium
- Echium asperrimum
- Echium auberianum
- Echium bethencourtii
- Echium boissieri
- Echium bond-spraguei
- Echium bonnetii
- Echium bramwellii
- Echium brevirame
- Echium callithyrsum
- Echium candicans
- Echium canum
- Echium creticum
- Echium decaisnei
- Echium flavum
- Echium gaditanum
- Echium gentianoides
- Echium giganteum
- Echium glomeratum
- Echium handiense
- Echium hierrense
- Echium horridum
- Echium humile
- Echium hypertrophicum
- Echium italicum
- Echium judaeum
- Echium khuzistanicum
- Echium lancerottense
- Echium lemsii
- Echium leucophaeum
- Echium lidii
- Echium longifolium
- Echium lusitanicum
- Echium modestum
- Echium nervosum
- Echium onosmifolium
- Echium orientale
- Echium pabotii
- Echium parviflorum
- Echium petiolatum
- Echium pininana
- Echium plantagineum
- Echium popovii
- Echium portosanctense
- Echium rauwolfii
- Echium rosulatum
- Echium sabulicola
- Echium salmanticum
- Echium simplex
- Echium spurium
- Echium stenosiphon
- Echium strictum
- Echium suffruticosum
- Echium sventenii
- Echium tenue
- Echium triste
- Echium tuberculatum
- Echium webbii
- Echium velutinum
- Echium wildpretii
- Echium virescens
- Echium vulcanorum
- Echium vulgare